# Alex Lifeson
Alex Lifeson, OC nome d'arte di Aleksandar Živojinović (Fernie, 27 agosto 1953), è un chitarrista e compositore canadese; è noto per essere stato il chitarrista e il coautore delle musiche del gruppo hard rock/rock progressivo Rush, da lui stesso fondato nel 1968.

## Biografia
Figlio di immigrati serbi, Lifeson è cresciuto a Toronto: il suo nome d'arte non è altro che la traduzione inglese del suo vero cognome. Dai suoi compagni di gruppo è abitualmente chiamato anche con il soprannome: Lerxst. Un suo album solista, intitolato Victor, è stato pubblicato nel 1996. Lifeson ha anche prodotto album per altri artisti; oltre che partecipare alla composizione delle musiche per i Rush ha occasionalmente anche scritto testi di canzoni. Al di fuori all'attività strettamente artistica, Lifeson è proprietario e direttore di una piccola azienda che si occupa di progettazione, ingegnerizzazione e produzione di oggettistica in ambito musicale (The Omega Concern). In quanto chef, inoltre, è comproprietario di un ristorante a Toronto (The Orbit Room); possiede anche un brevetto di volo.
Lifeson si dedica anche alla pittura: le stampe autografe di alcune sue opere sono state realizzate per varie edizioni del programma di raccolta fondi (denominato A Brush of Hope) organizzato dalla Kidney Foundation of Canada. 
Assieme ai suoi compagni Geddy Lee e Neil Peart, Lifeson è stato nominato Ufficiale dell'Ordine del Canada il 9 maggio 1996. Il trio è stato il primo gruppo rock a ricevere questa onorificenza. In qualità di membro del gruppo musicale Rush è stato inserito  nella Rock and Roll Hall of Fame nel 2013. A Lifeson è stato intitolato un asteroide individuato nel 1990.
Nel 2003, ha interpretato sé stesso in una sitcom canadese intitolata Trailer Park Boys. La notte del capodanno 2003, Lifeson, suo figlio e sua nuora sono stati arrestati in un hotel di Naples (Florida). Lifeson, dopo essere intervenuto in un alterco tra suo figlio e la polizia, è stato accusato di aver assalito un vice-sceriffo, in quella che è stata descritta come una rissa tra ubriachi.

## Stile e abilità

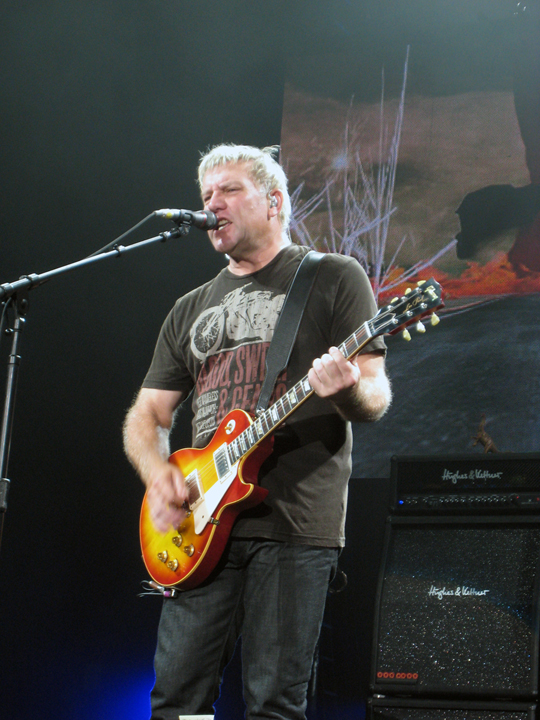
Lifeson durante una esibizione dal vivo, mentre sta eseguendo una parte come voce di supporto

Lifeson è noto per i suoi caratteristici riff, l'utilizzo di effetti elettronici e di insolite strutture di accordi e una gran quantità di equipaggiamento usato negli anni.  Durante la sua giovinezza fu ispirato da chitarristi come Jimi Hendrix, Pete Townshend, Jeff Beck, Eric Clapton e  Jimmy Page.
Negli anni settanta egli incorporò nel suo stile chitarristico elementi di musica classica e spagnola.
Ridotta la sua importanza nella musica del gruppo a causa del grande utilizzo delle tastiere di Geddy Lee negli anni ottanta, la chitarra di Alex è tornata in risalto a partire dagli anni novanta.
Lifeson è anche in grado di suonare altri strumenti a corda come bouzouki, mandola e mandolino. Nei concerti dei Rush ha eseguito spesso dei cori e ha utilizzato  bass pedals e tastiere.
Lifeson è stato incluso nella lista dei migliori 250 chitarristi di tutti i tempi secondo Rolling Stone, piazzandosi al cinquantottesimo posto.
Il suo assolo nel brano Working Man è stato eletto il novantaquattresimo miglior assolo di sempre da Guitar World.

## Discografia

### Con i Rush
- 1974 - Rush
- 1975 - Fly by Night
- 1975 - Caress of Steel
- 1976 - 2112
- 1977 - A Farewell to Kings
- 1978 - Hemispheres
- 1980 - Permanent Waves
- 1981 - Moving Pictures
- 1982 - Signals
- 1984 - Grace Under Pressure
- 1985 - Power Windows
- 1987 - Hold Your Fire
- 1989 - Presto
- 1991 - Roll the Bones
- 1993 - Counterparts
- 1996 - Test for Echo
- 2002 - Vapor Trails
- 2007 - Snakes & Arrows
- 2012 - Clockwork Angels

### Solista
- 1996 - Victor

## Premi
- "Miglior talento Rock" per la rivista Guitar for the Practicing Musician nel 1983
- "Miglior chitarrista Rock" per Guitar Player nel 1984 e nel 2008
- In corsa per "Miglior chitarrista Rock" per Guitar Player nel 1982, 1983, 1985, 1986
- Inserito nella Hall of Fame di Guitar for the Practicing Musician, 1991
- Miglior disco "ferocemente brillante" di chitarra (Snakes & Arrows) - Guitar Player 2007
- "Miglior articolo" per Different Strings - Guitar Player 2007 (edizione di settembre)